# Professor Green
Professor Green, pseudonimo di Stephen Paul Manderson (Hackney, 27 novembre 1983), è un rapper britannico.

## Biografia

### Origini
Professor Green è nato e cresciuto a Upper Clapton, nel borgo londinese di Hackney. I genitori erano spesso lontani, perciò il rapper è cresciuto con la nonna Patricia durante il primo anno di vita. Suo padre, Peter, si suicidò nel 2008 a Brentwood, in Essex, quando lui aveva 24 anni. Green ha dichiarato in riguardo che la morte del proprio padre l'aveva reso una persona migliore, dicendo: "Ho avuto un rapporto turbolento con mio padre. Entrava e usciva continuamente dalla mia vita e per questo sono stato cresciuto da mia nonna Patricia. Mamma, che mi ha avuto a sedici anni, era lì per la maggior parte del tempo, ma mia nonna è stata più importante nella mia vita. Ho visto per l'ultima volta mio padre in vita per il mio 18º compleanno. Era venuto a trovarmi, ma dopo quella volta abbiamo appena smesso di parlare, senza alcun motivo reale. S'è impiccato e ho dovuto identificare il suo corpo all'obitorio".
Il difficile rapporto con la famiglia è citato nella canzone Read All About It, mentre la morte del padre è alla base della canzone Goodnight dell'album Alive Till I'm Dead.

### Gli inizi della carriera musicale
Professor Green ha cominciato a rappare per caso durante una festa a casa di un amico, dove tutti si esibivano in freestyle. Successivamente, vedendo un volantino per un freestyle contest, chiamato "LyricPad", ha deciso di partecipare, vincendo nonostante non avesse esperienza nel campo. Partecipando nuovamente a "LyricPad" il mese successivo, viene notato da un talent scout di "JumpOff MySpace". Da lì ha battagliato e ha vinto ogni settimana, fino a diventare campione: a giugno 2011, rimane l'unico MC ad aver vinto sette volte di fila. Durante "JumpOff", Mike Skinner dei The Streets ha notato Manderson e l'ha fatto sottoscrivere all'etichetta discografica "The Beats", di cui Skinner è comproprietario con Ted Mayhem.
Manderson ha guadagnato l'alias di Professor Green, derivando "green" (verde, in italiano) dal gergo della cannabis: egli, infatti, ha continuato a spacciare cannabis fino alla firma con "The Beats".

### Il primo album:Alive Till I'm Dead

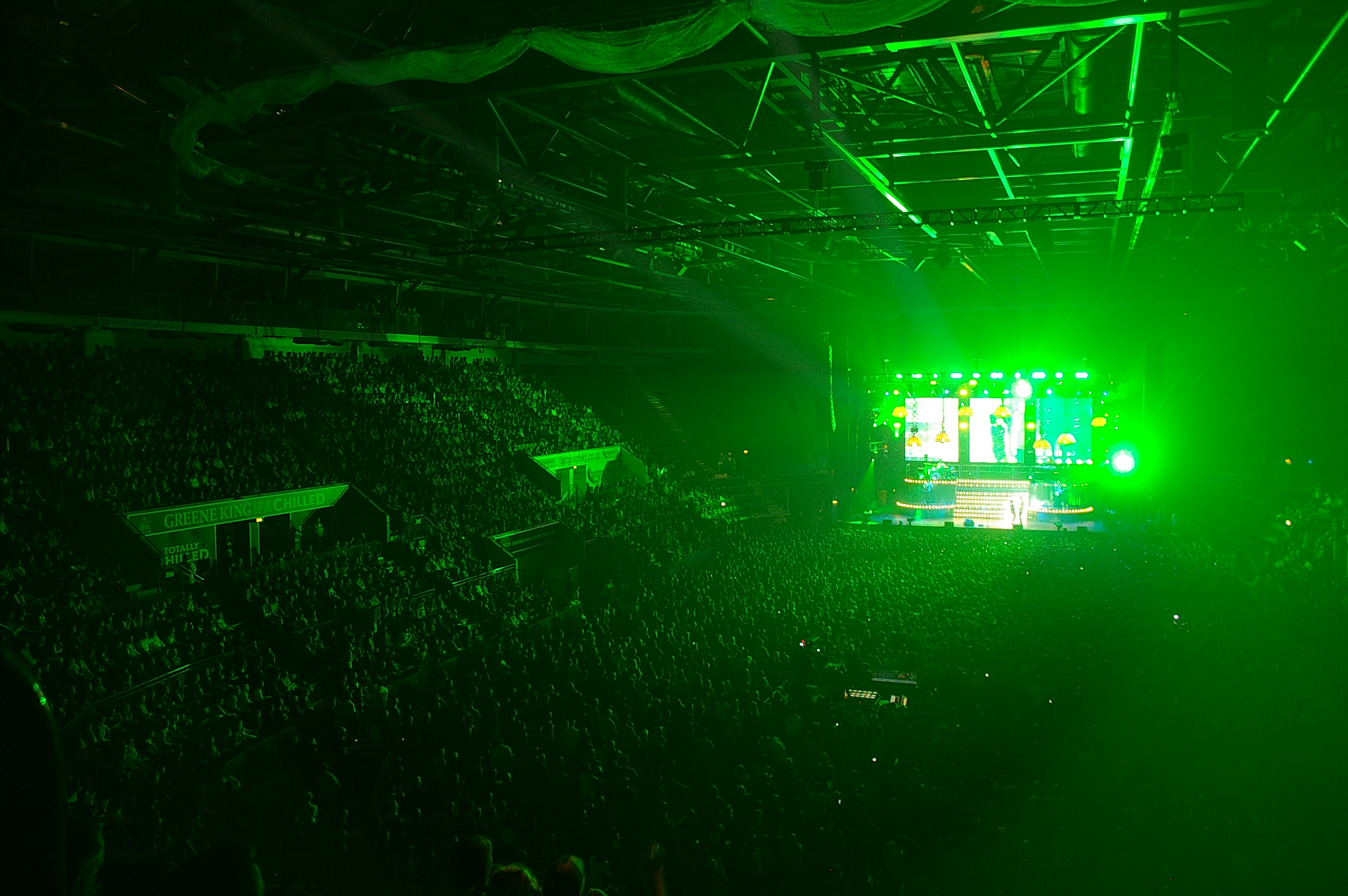
La performance di Professor Green, special guest del tour di Lily Allen in 2009

Professor Green ha debuttato nel marzo del 2006 pubblicando un mixtape intitolato Lecture#1.
In seguito vince il torneo di rap JumpOff MySpace nel luglio 2008, e l'anno seguente, Professor Green partecipa al tour internazionale di Lily Allen.
Nel 2010 firma un nuovo contratto con la Virgin Records che gli permetterà di pubblicare il suo primo album, Alive Till I'm Dead. Il primo singolo di tale album a essere rilasciato, nell'aprile del 2010, è I Need You Tonight, essenzialmente basato su un campionamento di Need You Tonight degli INXS. I Need You Tonight ha raggiunto la terza posizione nell'Official Singles Chart e la quindicesima in Irlanda.
Nel luglio dello stesso anno, esce Just Be Good to Green che vede il featuring della cantante britannica Lily Allen: questo singolo raggiunge la top 5 dei singoli del Regno Unito e la top 20 in Irlanda e nella Eurochart Hot 100 Singles. Raggiunge, inoltre, trentaduesima posizione nella classifica neozelandese e la quarantanovesima in quella australiana.
La pubblicazione del singolo Just Be Good To Green precede di una settimana quella dell'album di debutto del rapper londinese, Alive Till I'm Dead, pubblicato, appunto, il 19 luglio 2010. Nella classifica degli album inglese raggiunge la seconda posizione, mentre in quella irlandese raggiunge la diciottesima; questo album, di cui sono state vendute oltre 100 000 copie, ha vinto il disco d'oro. Fanno parte dell'album anche due singoli rilasciati successivamente rispetto all'album, Monster e Jungle: il primo, per il quale ha partecipato il rapper britannico Example (nome d'arte di Elliot Gleave), viene rilasciato come terzo singolo dell'album agli inizi di ottobre del 2010 e raggiunge la top 30 della UK Single Chart, mentre il secondo, che vede la partecipazione del cantante irlandese Maverick Sabre, viene pubblicato nel gennaio del 2011 (due mesi dopo il video) e raggiunge la trentatreesima posizione della classifica dei singoli.
Il 10 settembre, Professor Green si unisce a Lily Allen sul palco dello stadio di Wembley, come supporto per il concerto dei Muse, per esibirsi nel brano d'esordio della cantante Smile e in Just Be Good to Green.

### 2011–2012:At Your Inconvenience
Il secondo album di Manderson è intitolato At Your Inconvenience ed è stato pubblicato il 31 ottobre 2011, preceduto dal singolo At Your inconveniente, che è stato premiato da Zane Lowe su BBC Radio 1 il 13 luglio 2011. Questo brano è stato pubblicato come solo singolo promozionale, come download immediato su preordinazione dell'album su iTunes. Il primo singolo ufficiale, Read All About It, realizzato in collaborazione con la cantante Emeli Sandé, è stato pubblicato il 23 ottobre 2011 e in pochi giorni, ha raggiunto il prima posizione nella Official Singles Chart. In Italia, questo brano è stato pubblicato in una diversa versione che vede la collaborazione di Dolcenera, col titolo di Read All About It (Tutto quello che devi sapere).
Inoltre, il 16 febbraio 2012 Professor Green è stato ospite nella serata dei duetti internazionali al Festival di Sanremo, dove ha duettato con Dolcenera nel brano My Life Is Mine, versione inglese di Vita spericolata di Vasco Rossi.
Il secondo singolo estratto dall'album è stato Never Be a Right Time, con la partecipazione di Ed Drewett, il terzo era Remedy, con Ruth-Anne Cunningham.
È con il nome di quest'ultimo singolo che, nel maggio 2012, Professor Green ha distribuito la birra con propria firma "Remedy", una birra rossa americana, prodotta con ingredienti inglesi.
Il quarto singolo di questo album rilasciato è Avalon, con Sierra Kusterbeck, che è stato usato come colonna sonora dell'annuncio pubblicitario per l'energy drink "Relentless". Il rapper è un ambasciatore del marchio per Relentless ed è stato eseguito, per questo marchio, un concerto segreto nella sua città natale, Hackney, il 15 novembre 2012.

### 2013–presente:Growing Up In Public
Nel settembre 2014 pubblica il terzo disco in studio Growing Up in Public, a cui collaborano Rizzle Kicks, Tori Kelly, Example, Mr Probz e altri artisti.

## Vita privata

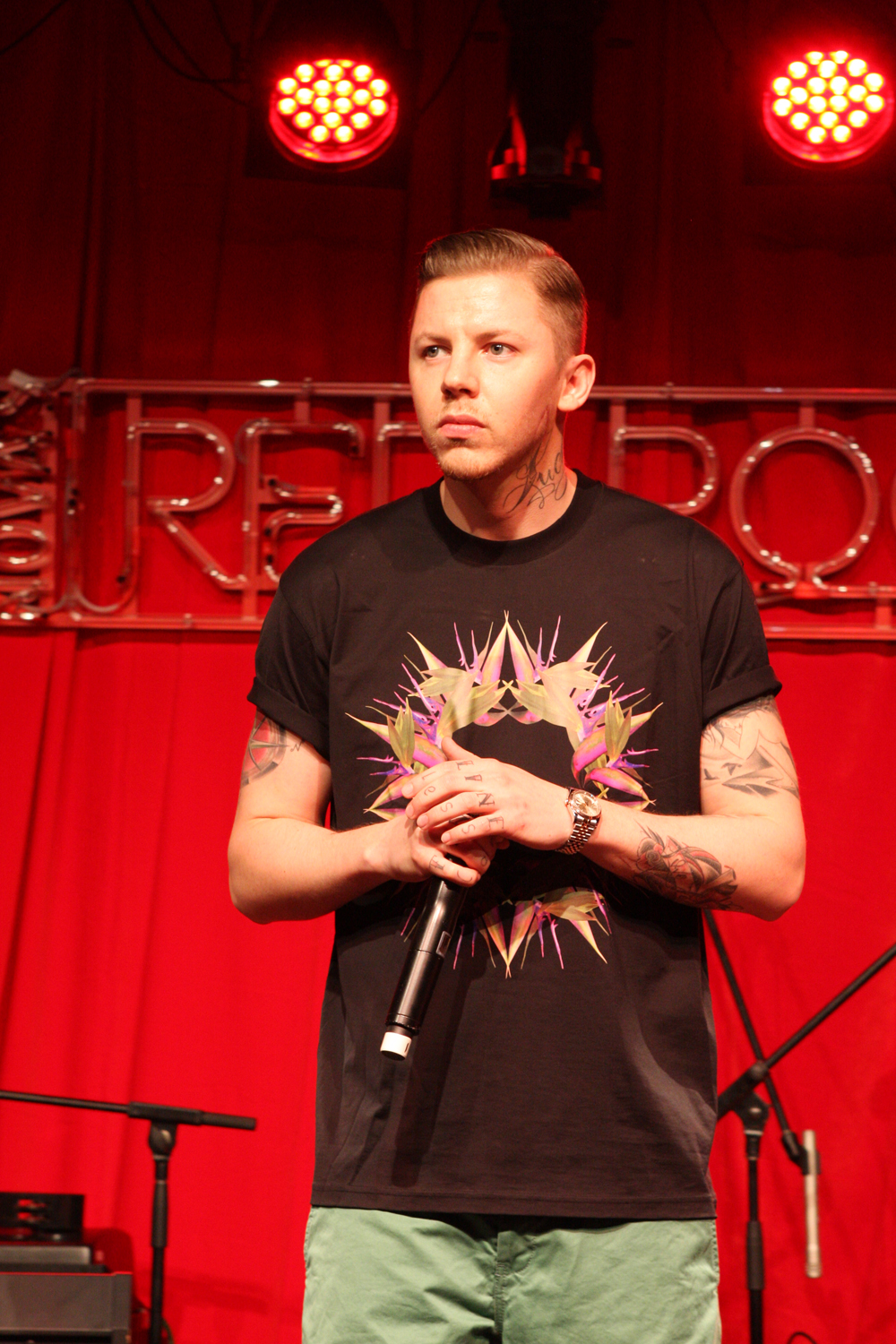
Professor Green nel 2012

Il 23 maggio 2009, Professor Green è stato attaccato al collo con una bottiglia rotta all'interno di un locale di Shoreditch, il Cargo. Proprio nel punto dove è rimasto ferito da questa bottiglia, Manderson si era tatutato la scritta "lucky", ovvero "fortunato". L'aggressore è stato successivamente condannato per il crimine e recluso in prigione per otto anni.
Il 16 ottobre 2012, Puma ha lanciato un'esclusiva collezione d'abbigliamento disegnata da Professor Green.
Nel dicembre del 2011, Professor Green ha incominciato a frequentarsi con Millie Mackintosh di Made in Chelsea, dopo aver ricevuto il suo numero di telefono dall'editore di FHM. Il 25 marzo 2013, Mackintosh ha annunciato sul suo profilo Twitter che lei e Manderson si erano ufficialmente fidanzati. Si sono sposati, sei mesi più tardi, il 10 settembre 2013, presso la Babington House di Babington, nel Somerset.
Nel 2013, a Lewisham, Manderson è stato trovato alla guida in stato di ebbrezza con 52 mg/l, quando il limite è di 35 mg/l. Gli è stata, pertanto, ritirata la patente per 12 mesi, dopo essersi dichiarato colpevole di aver guidato da ubriaco.

Il 24 maggio 2013, Professor Green è rimasto coinvolto in un incidente tra due Mercedes durante il viaggio per eseguire uno spettacolo dal vivo all'Hartpury College di Hartpury, nel Gloucestershire. Nonostante si sia rotto una gamba, dopo appena tre settimane dall'incidente, è tornato in scena presso l'Harper Adams University dello Shropshire, seguite da un long set a Glastonbury durante l'ultimo fine settimana di giugno, esibendosi anche in una corsa di fronte al pubblico.

## Discografia
Album in studio
- 2010 - Alive Till I'm Dead
- 2011 - At Your Inconvenience
- 2014 - Growing Up in Public

Mixtape
- 2006 - Lecture 1

EP
- 2008 The Green EP

Singoli
- 2010 - I Need You Tonight (Feat. Ed Drewett)
- 2010 - Just Be Good to Green (Feat. Lily Allen)
- 2010 - Monster (Feat. Example)
- 2011 - Jungle (Feat. Maverick Sabre)
- 2011 - In the Air (Feat. Maverick Sabre & True Tiger)
- 2011 - Read All About It (Feat. Emeli Sandé)
- 2011 - Read All About It (Tutto quello che devi sapere) (Feat. Dolcenera)
- 2011 - Never Be A Right Time (Feat. Ed Drewett)
- 2012 - Remedy (Feat. Ruth Anne)
- 2012 - Avalon (Feat. Sierra Kusterbeck)
- 2014 - Lullaby (Feat. Tori Kelly)
- 2014 - Little Secrets (Feat. Mr Probz)

## Premi
- 2010 - BT Digital Music Award
  - "Breakthrough Artist of the Year": Vinto
  - "Best Newcomer": Nominato
- 2010 - MTV Europe Music Awards
  - "Best Push Act": Nominato
- 2010 - MOBO Awards
  - "Best Newcomer": Nominato
  - "Best Song" con I Need You Tonight: Nominato
  - "Best Hip Hop/Grime Act": Vinto
- 2010 - MP3 Awards
  - "Radio/Charts/Downloads" con Just Be Good to Green: Nominato
- 2011 - NME Awards
  - "Best Dancefloor Filler" con Jungle: Vinto